# Komuna e Udenishtit
Komuna e Udenishtit är en kommun i Albanien.   Den ligger i prefekturen Qarku i Korçës, i den centrala delen av landet, 80 km sydost om huvudstaden Tirana.
Trakten runt Komuna e Udenishtit består till största delen av jordbruksmark.  Runt Komuna e Udenishtit är det ganska tätbefolkat, med 116 invånare per kvadratkilometer.